# Geislingen, Zollernalbkreis
Geislingen là một thị trấn nằm ở huyện Zollernalbkreis, thuộc bang Baden-Württemberg, Đức.